# Andrew Solt
Pour les articles homonymes, voir Solt (homonymie).
 Andrew Solt, né le 13 décembre 1947 à Londres, est un réalisateur, scénariste et producteur de cinéma américain d'origine anglaise,.
Il a produit plusieurs documentaires, dont une certaine quantité sur le rock 'n' roll.
Il possède notamment les droits de la bibliothèque du The Ed Sullivan Show et a produit environ 100 heures d'émission à partir de ces archives.

## Biographie
Andrew Solt naît à Londres et passe sa jeunesse en Afrique du Sud avant que sa famille déménage à Los Angeles en 1958. Il obtient un diplôme de la Hollywood High School (en) et fréquente par la suite l'université de Californie à Los Angeles, où il obtient un B.A. en espagnol. Il obtient une maîtrise en journalisme télévisé de la même université.
En 1970, Solt commence à travailler pour la compagnie de production de David Wolper (en). Wolper travaillera à la production de deux documentaires de Solt : This is Elvis (en) (1981) et Imagine: John Lennon (1988).
À la fin des années 1970 et au début des années 1980, Solt travaille en collaboration avec Jacques-Yves Cousteau. Il écrit et produit Oasis in Space (1976–77), une série avec Cousteau et son fils Philippe.
En 1979, Solt fait équipe avec le producteur/réalisateur Malcolm Leo sur Heroes of Rock and Roll, un documentaire remarqué par la critique.

## Récompenses et distinctions
Solt remporte, avec Jacques-Yves et Jean-Michel Cousteau, le Outstanding Informational Special Emmy Award pour The Mississippi – Reluctant Ally.
Il gagne également, avec Yoko Ono, Greg Vines et Leslie Tong, le Best Long-Form Music Video Grammy Awards en 2001 pour son travail sur Gimme Some Truth – The Making of John Lennon's Imagine Album.

## Filmographie partielle
- The Explorers series, ABC, 1973
- 8 Wide World of Entertainment (en) specials, ABC, 1975
- Oasis in Space – 6 Jacques Cousteau specials, PBS, 1976–77
- Cousteau Odyssey – 4 Jacques Cousteau specials, PBS, 1977–78
- Heroes of Rock 'n Roll, ABC, 1979
- Bob Hope Special: Bob Hope’s Overseas Christmas Tours I & II (6 hours), NBC, 1980
- This Is Elvis, Warner Bros., 1981
- It Came From Hollywood, Paramount, 1982
- E.T. & Friends–Magical Movie Visitors, CBS, 1982
- Those Wonderful TV Game Shows, NBC, 1983
- Primetimes, 1983
- Donald Duck’s 50th Birthday, CBS, 1984
- Cousteau: Mississippi, Emmy winner, Turner 1985
- America Censored, CBS, 1985
- The Honeymooners Reunion, NBC, 1985
- The Muppets: A Celebration of 30 Years (en), CBS, 1986
- Great Moments in Disney Animation, ABC, 1986
- Disney's DTV Valentine (A.K.A. Romancin'), NBC, 1986
- Disney Goes to the Oscars (Academy Awards), ABC, 1986
- Great Moments in Disney Animation (Emmy nomination), ABC, 1987
- Disney's DTV Doggone Valentine, NBC, 1987
- Disney's DTV Monster Hits, NBC, 1987
- Remembering Marilyn (documentary), ABC, 1988
- Imagine: John Lennon, Warner Bros., 1988
- Learned Pigs & Fireproof Women, CBS, 1989
- 25 x 5: The Continuing Adventure of The Rolling Stones, Sony, 1989
- Elvis: The Great Performances, Buena Vista Home Video, 1990
- The Very Best of The Ed Sullivan Show, CBS, 1991
- Elvis: The Great Performances, CBS, 1992
- Holiday Greeting from The Ed Sullivan Show, CBS, 1992
- TV Guide: 40th Anniversary Special, FOX, 1993
- The Andy Griffith Show Reunion, CBS, 1993
- Sesame Street’s All-Star 25th Birthday: Star and Street Forever!, ABC, 1994
- The Best of Broadway Musicals from The Ed Sullivan Show, 1994
- Grammy' s Greatest Moments, CBS, 1994
- All My Children's 25th Anniversary, ABC, 1995
- The History of Rock 'n Roll, Syndicated Series, 1995
- The Ed Sullivan All-Star Comedy Special, CBS, 1995
- The Hunt for Amazing Treasures, NBC, 1995
- Rock 'n Roll Revolution: The British Invade America, CBS, 1997
- 50 Years of Television: A Celebration of the TV Academy Golden Anniversary, HBO, 1997
- Great Moments in Opera, PBS, 1997
- Elvis: From the Waist Up,VH1, 1997
- Rogues Gallery, TLC series, 1997
- Intimate Portrait- Mary Tyler Moore, 1998
- CBS: The First 50 Years, CBS, 1998
- A Really Big Show: Ed Sullivan’s 50th Anniversary, CBS, 1998
- Rock ‘n Roll Forever: Ed Sullivan’s Greatest Hits, CBS, 1999
- DJ Games (series), 2000
- Things That Go Bump: Facing Our Fears, 2000
- Ed Sullivan’s Rock ‘n Roll Classics, VH1 series, 1999–2001
- Gimme Some Truth: The Making of John Lennon’s Imagine, Grammy Winner, 2001
- Bellbottoms to Boogie Shoes: The 70's, 2001
- 50 Years of NBC Late Night, NBC, 2002
- "Smallville" Backstage Special, 2004
- NBC’s 75th Anniversary Special, NBC, 2002
- Las Vegas Then & Now, Destination: The Strip, 2002
- The Golden Girls: Their Greatest Moments (en), Lifetime, 2003
- CBS 75th Anniversary Special, CBS, 2003
- Elvis: The Ed Sullivan Shows, 2006
- Ed Sullivan Presents: Rock 'N Roll Revolution – The British Invasion, 2011
- Elvis: The Great Performances, 2011
- The Four Complete Ed Sullivan Shows Starring The Beatles, 2011
- Motown Gold from The Ed Sullivan Show, 2011
- The Best of "The Temptations" on The Ed Sullivan Show, 2011
- The Best of "The Supremes" on The Ed Sullivan Show, 2011
- All Six Ed Sullivan Shows Starring "The Rolling Stones," 2011
- Steve Martin: The Television Stuff (Box Set—6 Specials and Bonus Disc), 2012
- The Night That Changed America: A Grammy Salute to The Beatles (en), CBS, 2014
- Great Broadway Musical Moments from The Ed Sullivan Show, PBS, 2015

## Source de la traduction
- (en) Cet article est partiellement ou en totalité issu de l’article de Wikipédia en anglais intitulé « Andrew Solt » (voir la liste des auteurs).